# Liberalizare
Liberalizare este un termen larg care se referă la practica de a da legi, a crea sisteme sau a avea opinii mai puțin severe, de obicei în sensul eliminării anumitor reglementări sau restricții guvernamentale. Termenul este folosit cel mai adesea în relație cu economie, unde se referă la liberalizarea economică, la eliminarea sau reducerea restricțiilor impuse (o anumită sferă a) activității economice. Cu toate acestea, liberalizarea poate fi folosită și ca sinonim pentru dezincriminare sau legalizare (acțiunea de a face ceva legal după ce era ilegal), de exemplu atunci când se descrie liberalizarea drogurilor.

## În economie și comerț
Marea Depresiune din 1929 a făcut ca națiunile din întreaga lume să realizeze că decalajul mare dintre teoria economică și practica în determinarea politicii comerciale interne a fost cauza majoră a dezastrului economic mondial. Prin urmare, s-a simțit nevoia de revigorare a teoriei clasice a comerțului prin aderarea la politica de liber schimb. 
Acordul de la Bretton Woods din 1944, care a recomandat înființarea Fondului Monetar Internațional (FMI) și a Băncii Mondiale, a recomandat, de asemenea, înființarea Organizației Comerțului Internațional (OCI). Deși, FMI și Banca Mondială au fost înființate în 1946, propunerea pentru înființarea ocI nu s-a concretizat. În schimb, Acordul General pentru Tarife și Comerț (GATT), o instituție mai puțin ambițioasă, a fost format în 1948. Obiectivul principal al GATT este de a extinde comerțul internațional prin liberalizarea comerțului, astfel încât să aducă prosperitate economică tuturor. GATT a fost semnat în 1947, a intrat în vigoare în 1948 și a durat până în 1994. A fost înlocuită de Organizația Mondială a Comerțului în 1995. Textul inițial al GATT (GATT 1947) este încă în vigoare în cadrul OMC. Astfel s-a născut liberalizarea.
Liberalizarea economică se referă la reducerea sau eliminarea reglementărilor guvernamentale sau a restricțiilor privind afacerile private și comerțul. De obicei, este promovat de susținătorii pieței libere și al comerțului liber, a căror ideologie este numită și liberalism economic. Liberalizarea economică implică deseori și reduceri de impozite, asigurări sociale și beneficii pentru șomeri.
Liberalizarea economică este adesea asociată cu privatizarea, care este procesul de transfer al proprietății sau externalizării unei afaceri, întreprinderi, agenții, serviciu public sau proprietate publică din sectorul public în sectorul privat. De exemplu, Uniunea Europeană a liberalizat piețele de gaz și energie electrică, instituind un sistem competitiv. Unele companii energetice europene de top, cum ar fi EDF din Franța și Vattenfall din Suedia, rămân parțial sau complet în proprietatea guvernului. Serviciile publice liberalizate și privatizate pot fi dominate de companiile mari, în special în sectoarele cu costuri mari de capital, apă, gaz sau electricitate. În unele cazuri, acestea pot rămâne monopoluri legale, cel puțin pentru unele segmente de piață, cum ar fi consumatorii. Liberalizarea, privatizarea și stabilizarea sunt strategia trinitară a Consensului de la Washington pentru economiile în tranziție.
Există și un concept de liberalizare hibridă. De exemplu, în Ghana, culturile de cacao pot fi vândute companiilor private concurente, dar există un preț minim pentru care poate fi vândută și toate exporturile sunt controlate de stat.  Termenul de liberalizare își are originea în ideologia politică liberalism, care a luat formă la începutul secolului al XIX-lea.

## În politica socială și guvernare
În politica socială, liberalizarea se poate referi la o relaxare a legilor care restricționează anumite practici sau activități, cum ar fi divorțul, avortul sau drogurile psihoactive. În ceea ce privește drepturile civile, se poate referi la eliminarea legilor care interzic homosexualitatea, deținerea privată a armelor de foc sau a altor articole, căsătoria între persoane de același sex, căsătoria inter-rasială sau căsătoria interconfesională. 
Există o diferență distinctă între liberalizare și democratizare. Liberalizarea poate avea loc fără democratizare și se ocupă de o combinație de politică și schimbare socială specializată într-o anumită problemă, cum ar fi liberalizarea proprietății deținute de guvern pentru achiziție privată. Democratizarea este foarte specializată din punct de vedere politic; poate apărea dintr-o liberalizare, dar funcționează la un nivel mai larg de liberalizare guvernamentală. 